# Rweru (Sektor)
Rweru (Kinyarwanda Umurenge wa Rweru) ist einer von 15 Sektoren im Distrikt Bugesera in der Ostprovinz von Ruanda.

## Geographie
Rweru ist mit einer Fläche von 215,4 km² der größte Sektor des Distrikts Bugesera. Der Sektor liegt auf einer Höhe von etwa 1320 m und unterteilt sich in die sechs Zellen Sharita, Batima, Kintambwe, Mazane, Nemba und Nkanga. Nachbarsektoren sind im Norden Rukumberi, im Osten Jarama, im Südwesten Kamabuye, im Westen Mayange und im Nordwesten Gashora. Im Norden liegt der Sektor am Gaharwa-See und im Süden am Rugwerosee (auch Rwerusee) und an der Grenze zum Nachbarland Burundi. Die Ostgrenze von Rweru bildet der Fluss Nyabarongo, der in den Rugwerosee mündet.
Entlang diesem und am Nordufer des Rugwerosees erstrecken sich die Nyabarongo-Feuchtgebiete (Nyabarongo wetlands), die von BirdLife International als gefährdete Important Bird Area gelistet werden. Dort wachsen Schneiden, Rohrkolben sowie Zypergräserarten wie Cyperus latifolius und Echter Papyrus (Cyperus papyrus), Süßgräser wie Vossia cuspidata und Wurmfarne. Unter den etwa 50 vorkommenden Vogelarten finden sich unter anderem der gefährdete Dickschnabelreiher, der gefährdete Papyrusspötter, der potentiell gefährdete Papyruswürger und die potentiell gefährdete Steppenweihe. Als nicht gefährdet eingestuft werden der Riedweber, der Halsbandastrild, der Papyrusgirlitz (Crithagra koliensis), der Papyruszistensänger (Cisticola carruthersi), der Bindenbuschsänger (Bradypterus carpalis) und der Schwarzzügel-Drosselhäherling (Turdoides sharpei). Die Feuchtgebiete stehen nicht unter Schutz und sind durch die sich aufgrund des Bevölkerungsdrucks weiter ausbreitende Landwirtschaft gefährdet. Im Rugwerosee kommen mindestens 17 Fischarten aus den Familien der Buntbarsche, Karpfenfische, Kiemensackwelse und Mochokidae vor.
Der jährliche Gesamtniederschlag in der Region liegt bei etwa 950 bis 1100 mm.

## Bevölkerung
Nach der Volkszählung von 2022 betrug die Einwohnerzahl von Rweru 37.976 Einwohner. Zehn Jahre zuvor waren es 28.782, was einem jährlichen Bevölkerungszuwachs von 2,8 Prozent zwischen 2012 und 2022 entspricht.

## Wirtschaft
Der Gaharwa-See wird für die Fischerei genutzt. 1975 lag die jährliche Fangmenge bei rund 10 Tonnen. Im wesentlich größeren Rugwerosee lagen sie um 1975 auf der ruandischen Seite bei etwa 200 Tonnen jährlich, die von rund 130 Fischern erwirtschaftet wurden.

## Verkehr
Durch den Westen des Sektors verläuft etwa in Nord-Süd-Richtung die asphaltierte Nationalstraße 5. Sie führt am zivilen Flughafen Nemba vorbei nach Burundi. Mittig durch den Sektor verläuft zudem eine District Road. Diese führt von Nyiragiseke am Ufer des Rugwerosees in einem Bogen nach Norden. Ab Batima ist die Straße Stand 2022 asphaltiert. Im Nachbarsektor Gashora trifft sie in Kagasa auf die Nationalstraße 5.